# Kevin Deeromram
Kevin Deeromram, född 11 september 1997 Stockholm, är en svensk-thailändsk fotbollsspelare som spelar för thailändska Port. Han har tidigare spelat för Djurgårdens IF.

## Klubbkarriär
Deeromram började spela fotboll i Haningepojkarna som fyraåring. Som 15-åring gick han över till Djurgårdens IF. I januari 2015 lånades Deeromram ut till Werder Bremens U23-lag och förlängde samtidigt sitt kontrakt med DIF över 2016.
I mars 2016 lånades han ut till Åtvidabergs FF. Deeromram debuterade i Superettan den 2 april 2016 i en 2–1-förlust mot Varbergs BoIS, där han byttes in i den 61:a minuten mot Hampus Holmgren.
I januari 2017 skrev Deeromram på för Ratchaburi Mitr Phol i Thailändska högstaligan. I februari 2018 värvades han av Port.

## Landslagskarriär
Den 6 juni 2017 debuterade Deeromram för Thailands landslag i en 2–0-förlust mot Uzbekistan.